# Технопарк Тегеранского университета
Технопарк Тегеранского университета (перс. پارک علم و فناوری دانشگاه تهران‎) — один из важнейших технопарков Ирана.

## История
Идея создания в Тегеранском университете технопарка была высказана в 2001 г. В качестве первого шага на пути его основания в 2003 г. после получения лицензии Министерства науки, исследований и технологий заработал инкубатор и технологические единицы. После объявления о первом приёме и помещении в инкубатор технологических единиц деятельность технопарка приобрела более отчётливые очертания, и наконец, в июле-августе 2005 г. Тегеранский университет получил от головного министерства принципиальное одобрение на создание технопарка. Вслед за этим, решением Ректорского совета университета к технопарку был присоединён Центр предпринимательства. После церемонии открытия, состоявшейся 5 марта 2006 г., технопарк начал свою официальную работу. С 2014 г. технопарк Тегеранского университета полностью пересмотрел и перепланировал свою деятельность: главной своей миссией он провозгласил движение по пути превращения Тегеранского университета в предпринимательскую организацию. Разработав необходимые механизмы, технопарк стремится создать предпосылки для реализации масштабных задач Тегеранского университета в рамках программы повышения сопротивляемости национальной экономики и проведения в жизнь указов Верховного лидера исламской революции.

## Миссия
Технопарк Тегеранского университета стремится создать идеальную инновационную структуру от университета до местного, национального, регионального и международного рынков. Своей целью его руководство заявляет подготовить систему, необходимую для создания наукоёмких генерирующих компаний Тегеранского университета. Основными направлениями деятельности данного технопарка являются повышение благосостояния университета за счёт продукции, производимой генерирующими компаниями, воспитания нового поколения промышленников и технологов, обладающих профессиональной этикой и ответственным отношением к качеству, а также распространения предпринимательской и инновационной культуры.

## Задачи технопарка
- Эволюция Тегеранского университета в предпринимательскую организацию
- Рождение национальной промышленности из национального знания
- Обретение университетом финансовой независимости
- Экономическая эволюция Ирана в сторону наукоёмкой экономики сопротивления[2].